# Platan východní
Platan východní (Platanus orientalis) je mohutný opadavý strom z čeledi platanovitých. Je to jediný evropský druh platanu, ostatní se vyskytují ve východní Asii a Severní Americe; v Evropě je třetihorním reliktem.

## Popis

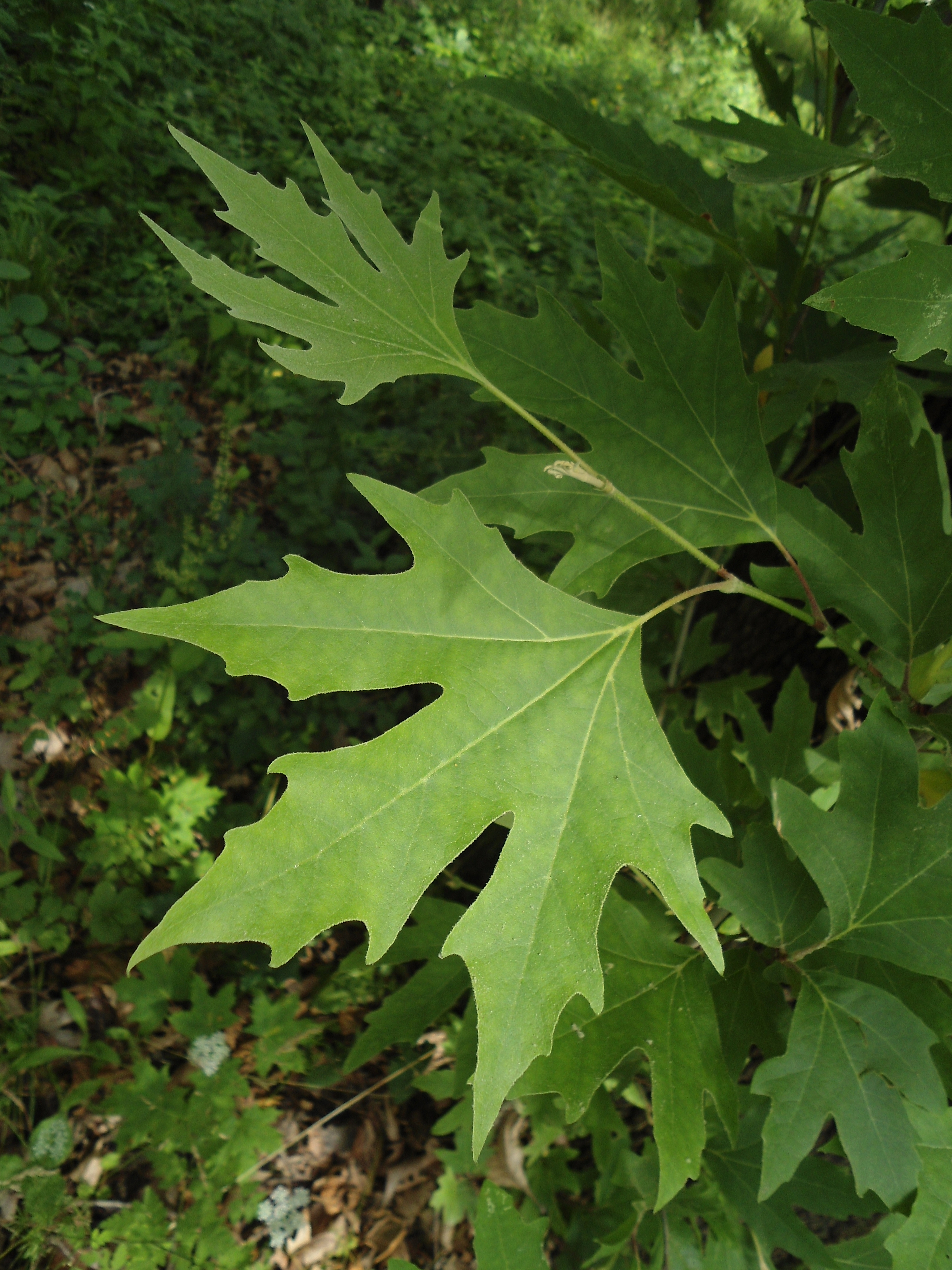
Detail listů

Jedná se o mohutný strom, který dosahuje výšky až 30 m. Borka je v dolní části kmene odlučná v nápadných pestrobarevných plátech. Listy jsou jednoduché, střídavé, s dlouhými řapíky, čepele jsou relativně velké, nejčastěji 9–18 cm dlouhé a 8–16 cm široké, většinou pětiklané až pětidílné, řidčeji až sedmiklané (sedmidílné), členěné zhruba do poloviny nebo i více.

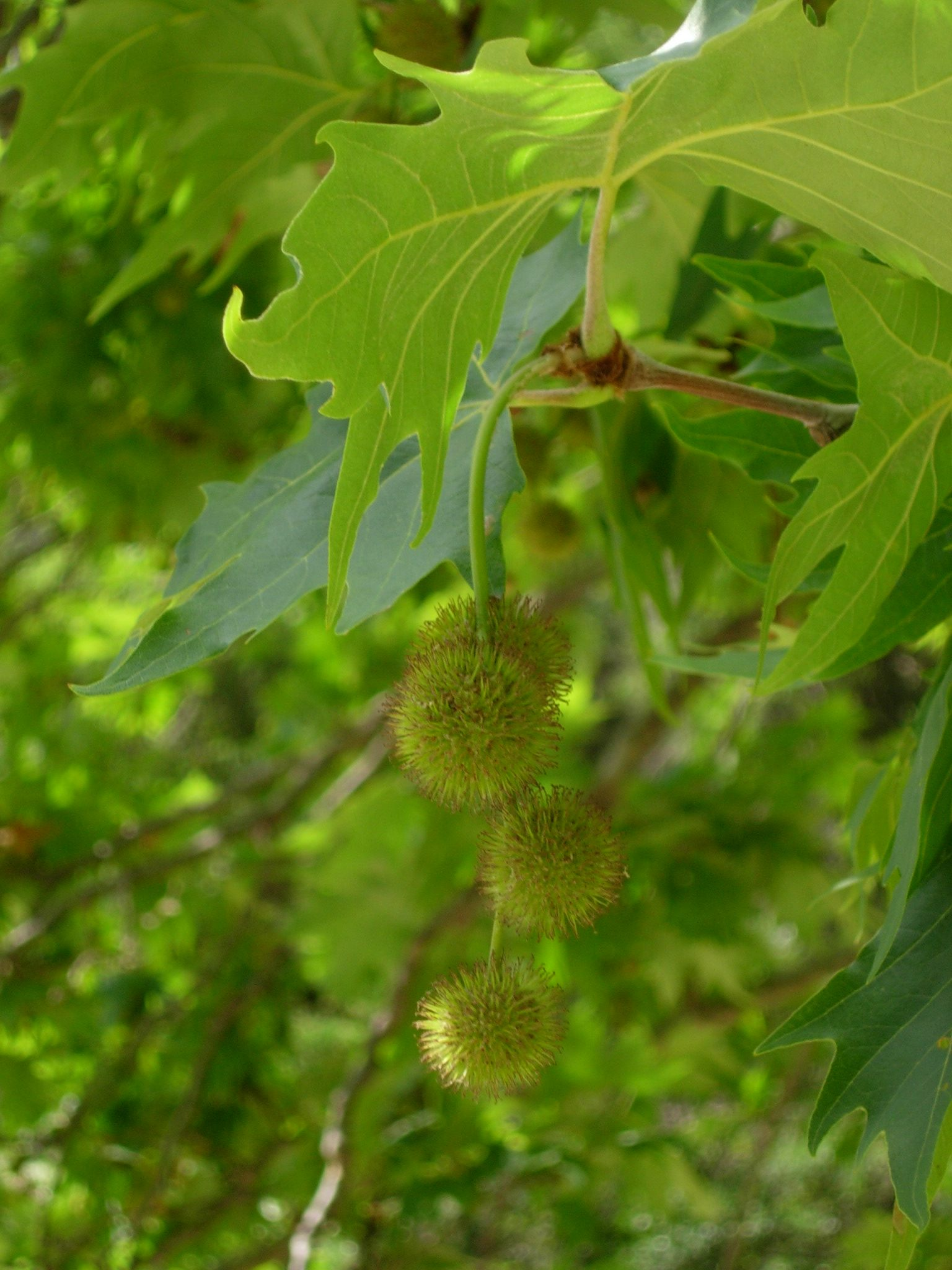
Plodenství platanu východního

Květy jsou jednopohlavné, uspořádané v květenství hustých hlávek, samčí a samičí odděleně v různých hlávkách. Kalich i koruna jsou velmi nenápadné, šupinovité. Samičí hlávky bývají po 3–4, zřídka až 7 na jedné stopce, jen málokdy jednotlivé. Plodem je nažka (některými autory považovaná za oříšek), nažky jsou uspořádány do hustých plodenství – hlávek, které mají asi 1,5–3 cm v průměru. Na bázi nažky je věneček chlupů, pomocí kterých se nažka šíří větrem (anemochorie). Nažky jsou asi 5–7 mm dlouhé, vrchol nažky je široce kuželovitý s 2–5 mm dlouhým zbytkem čnělky.
Počet chromozómů je 2n=42.

## Výskyt
Platan východní je původní ve východní části Středomoří, a to od jižní Itálie a Sicílie, přes Balkán, kde se vyskytuje jižně od asi 42. rovnoběžky, na východ přes Turecko, Kavkaz po Írán. Roste především v lužních lesích a stromových porostech kolem vodních toků.

## Význam
Je pěstován v některých oblastech jako okrasný strom. V České republice však jen naprosto výjimečně (např. Sychrov, zámecký park Židlochovice), zámecký park Zdounky, protože není tak dobře mrazuvzdorný jako podobný platan javorolistý, který je pravděpodobně jeho kulturním křížencem.